# Virrey de la Nueva Granada
El virrey de Nueva Granada fue el encargado de administrar, como delegado y en nombre del rey, la Nueva Granada. El virrey (vice-rey o vicario del rey) cumplía sus funciones protocolarias y actuaba como cúspide local de la administración, con mayor o menor autonomía, pues las decisiones en los territorios ultramarinos se tomaban en el Consejo de Indias que se reunía en la Corte con el rey. La autonomía que el virrey de hecho alcanzaba, dada la distancia de América con España, hacía de él un personaje realmente poderoso, únicamente limitado por la interinidad de su mandato. Con el impulso de los Borbones al desarrollo científico liderado por funcionarios de carrera militar, en la Nueva Granada predominaron los virreyes con este perfil.
El virreinato de Nueva Granada fue creado por Real Cédula del Rey Felipe V de España el 27 de mayo de 1717, dentro de la nueva política de los Borbones y suspendido el 5 de noviembre de 1723 por problemas financieros. Fue reinstaurado el 20 de agosto de 1739, y disuelto definitivamente con la independencia de la Gran Colombia el 25 de mayo de 1822. Antes de su creación, y entre 1724 y 1739, fue parte del Virreinato del Perú.

## Virreyes de Nueva Granada (1718-1819)
| Virreyes | Virreyes                          | Virreyes                                             | Inicio                                                                                | Fin                      | Altos cargos ejercidos                                                                                     | Monarca | Monarca |
| --- | --------------------------------- | ---------------------------------------------------- | ------------------------------------------------------------------------------------- | ------------------------ | --- | --- | ------- |
| 1.º |                                   | Antonio Ignacio de la Pedrosa y Guerrero (1660-?)    | 13 de junio de 1718                                                                   | 25 de noviembre de 1719  | • Abogado                                                                                                  | Felipe V (1700-1724)                                                                                          |         |
| |                                   | Jorge de Villalonga (1664-1740) II conde de la Cueva | 25 de noviembre de 1719                                                               | 11 de mayo de 1724       | • Teniente general de Ejército Real                                                                        | Felipe V (1700-1724)                                                                                          |         |
| 2.º | Luis I (1724)                     | Jorge de Villalonga (1664-1740) II conde de la Cueva | 25 de noviembre de 1719                                                               | 11 de mayo de 1724       | • Teniente general de Ejército Real                                                                        | |         |
| Supresión del virreinato por problemas financieros. Restituido nuevamente por Felipe V en 1740 |                                   |                                                      |                                                                                       |                          | | |         |
| 3.º |                                   | Sebastián de Eslava (1685-1759)                      | 24 de abril de 1740                                                                   | 6 de noviembre de 1749   | • Secretario de Estado y de Despacho Universal de la Guerra (1754-59) • Teniente general del Ejército Real | Felipe V (1724-1746)                                                                                          |         |
| 3.º | Fernando VI (1746-1759)           | Sebastián de Eslava (1685-1759)                      | 24 de abril de 1740                                                                   | 6 de noviembre de 1749   | • Secretario de Estado y de Despacho Universal de la Guerra (1754-59) • Teniente general del Ejército Real | |         |
| 4.º |                                   | José Alfonso Pizarro (1689-1782) I marqués de Villar | 6 de noviembre de 1749                                                                | 24 de noviembre de 1753  | • Almirante de la Real Armada                                                                              | |         |
| |                                   | José Solís Folch de Cardona (1716-1770)              | 24 de noviembre de 1753                                                               | 25 de febrero de 1761    | • Mariscal de campo de los ejércitos reales                                                                | |         |
| 5.º | Carlos III (1759-1788)            | José Solís Folch de Cardona (1716-1770)              | 24 de noviembre de 1753                                                               | 25 de febrero de 1761    | • Mariscal de campo de los ejércitos reales                                                                | |         |
| 6.º | Carlos III (1759-1788)            |                                                      | Pedro Mesía de la Cerda (1700-1783) V marqués de Vega de Armijo                       | 25 de febrero de 1761    | 31 de octubre de 1772                                                                                      | • Teniente general de la Real Armada                                                                          |         |
| 7.º | Carlos III (1759-1788)            |                                                      | Manuel Guirior (1708-1788) I marqués de Guirior                                       | 31 de octubre de 1772    | 17 de julio de 1776                                                                                        | • Virrey del Perú (1776-1780)                                                                                 |         |
| 8.º | Carlos III (1759-1788)            |                                                      | Manuel Antonio Flórez Maldonado (1723-1799)                                           | 17 de julio de 1776      | 26 de noviembre de 1781                                                                                    | • Teniente general de la Real Armada • Virrey de Nueva España (1787-1789)                                     |         |
| - | Carlos III (1759-1788)            |                                                      | Real Audiencia de Santafé de Bogotá                                                   | 26 de noviembre de 1781  | 2 de abril de 1782                                                                                         | |         |
| 9.º | Carlos III (1759-1788)            |                                                      | Juan de Torrezar Díaz Pimienta (¿-1782)                                               | 2 de abril de 1782       | 11 de junio de 1782                                                                                        | • Brigadier del Ejército Real                                                                                 |         |
| | Carlos III (1759-1788)            |                                                      | Antonio Caballero y Góngora (1723-1796) Arzobispo metropolitano de Santa Fe de Bogotá | 11 de julio de 1782      | junio de 1789                                                                                              | • Obispo de Yucatán (1776-1777) • Arzobispo de Santa Fe de Bogotá (1778-1788) • Obispo de Córdoba (1789-1796) |         |
| 10.º | Carlos IV (1788-1808)             |                                                      | Antonio Caballero y Góngora (1723-1796) Arzobispo metropolitano de Santa Fe de Bogotá | 11 de julio de 1782      | junio de 1789                                                                                              | • Obispo de Yucatán (1776-1777) • Arzobispo de Santa Fe de Bogotá (1778-1788) • Obispo de Córdoba (1789-1796) |         |
| 11.º | Carlos IV (1788-1808)             |                                                      | Francisco Gil de Taboada (1733-1810)                                                  | junio de 1789            | 4 de marzo de 1790                                                                                         | • Capitán general de la Real Armada • Virrey del Perú (1790-1796)                                             |         |
| 12.º | Carlos IV (1788-1808)             |                                                      | José Manuel de Ezpeleta (1742-1823)                                                   | 4 de marzo de 1790       | 1 de enero de 1797                                                                                         | • Capitán general de Cuba (1785-1789) • Capitán general de Cataluña (1808) • Virrey de Navarra (1814-1820)    |         |
| 13.º | Carlos IV (1788-1808)             |                                                      | Pedro Mendinueta (1736-1825)                                                          | 1 de enero de 1797       | 16 de septiembre de 1803                                                                                   | • Teniente general del Ejército Real                                                                          |         |
| | Carlos IV (1788-1808)             |                                                      | Antonio José Amar y Borbón (1742-1818)                                                | 16 de septiembre de 1803 | 20 de julio de 1810                                                                                        | • Teniente general del Ejército Real                                                                          |         |
| 14.º | Fernando VII (1808)               |                                                      | Antonio José Amar y Borbón (1742-1818)                                                | 16 de septiembre de 1803 | 20 de julio de 1810                                                                                        | • Teniente general del Ejército Real                                                                          |         |
| 14.º | Junta Suprema Central (1808-1810) |                                                      | Antonio José Amar y Borbón (1742-1818)                                                | 16 de septiembre de 1803 | 20 de julio de 1810                                                                                        | • Teniente general del Ejército Real                                                                          |         |
| Los territorios americanos no reconocen la autoridad francesa de José I en España. Se mantienen leales a Fernando VII, preso en Francia. Revolución de 1810 destitución del virrey y sustitución por la Junta Suprema de Gobierno de Nueva Granada (independentista) |                                   |                                                      |                                                                                       |                          | | |         |
| - |                                   | Francisco Xavier Venegas (1754-1838)                 | 20 de julio de 1810                                                                   | agosto de 1810           | • Virrey de Nueva España (1810-1813) • Jefe Político Superior de N. España (1812-1813)                     | Consejo de Regencia de España e Indias (1810-1814)                                                            |         |
| 15.º |                                   | Benito Pérez Brito (1747-1813)                       | 21 de marzo de 1812                                                                   | noviembre de 1813        | • Mariscal de campo de los Ejércitos                                                                       | Consejo de Regencia de España e Indias (1810-1814)                                                            |         |
| Sin nombramiento de virrey desde España (1813-1816) |                                   |                                                      |                                                                                       |                          | | Consejo de Regencia de España e Indias (1810-1814)                                                            |         |
| 16.º |                                   | Francisco José Montalvo y Ambulodi (1754-1822)       | 16 de abril de 1816                                                                   | 9 de marzo de 1818       | • Teniente general del Ejército Real • Jefe político superior de N. Granada (1813-1815)                    | Fernando VII (1814-1833)                                                                                      |         |
| 17.º |                                   | Juan de Sámano (1753-1821)                           | 9 de marzo de 1818                                                                    | 9 de agosto de 1819      | • Brigadier del Ejército • Gobernador de Santa Fe (1816-1817) • Capitán general de Venezuela (1817-1819).  | Fernando VII (1814-1833)                                                                                      |         |
| El territorio de Nueva Granada deja de ser parte integrante de España como consecuencia de la Independencia de la República de Colombia |                                   |                                                      |                                                                                       |                          | | |         |

## Curiosidades
- En los colegios colombianos, hacía los años cuarenta del siglo XX se enseñaba una canción para que los niños se aprendieran los nombres de todos los virreyes, iba así “Antonio de la Pedroza y Guerrero, Jorge de Villalonga, primeros virreyes que España mandó, Eslava, Pizarro, Solís y la Cerda, y Guirior a quien Flórez muy bien remplazó, y Góngora ilustre con Gil y Ezpeleta después Mendinueta, Amar y Borbón”